# Conopophagidae
Conopophagidae é uma família de aves da ordem Passeriformes.

## Gêneros
- Conopophaga Vieillot, 1816
- Pittasoma Cassin, 1860

- Commons
- Wikispecies